# Wang Yu (avocate)
Wang Yu (née en 1971) est une avocate chinoise, initialement spécialisée en droit commercial, devenue militante des droits de l'homme, féministe, qui a été enlevée de son domicile le 9 juillet 2015 lors d'une vague de répression touchant une centaine d'avocats. Le 8 mars 2021, elle reçoit, du département d'État des États-Unis, le Prix international de la femme de courage.

## Biographie
Initialement avocate spécialisée en droit des affaires et de la propriété intellectuelle, Wang Yu a une altercation en 2008 avec des employés des chemins de fer qui l'empêchent de monter dans un train bien qu'elle possède un billet, et qui s'en prennent à elle. Après qu'elle porte plainte, c'est elle qui est condamnée pour « agression intentionnelle » à deux ans et demi de prison. Elle y est témoin du travail forcé et recueille des témoignages de torture. À sa sortie de prison, elle se reconvertit dans la défense des droits de l'homme. Elle défend notamment Ilham Tohti, ainsi qu'un groupe de 5 féministes arrêtées en mars 2015 pour avoir manifesté en faveur des droits des femmes. Elle est par ailleurs censée assurer la défense de membres du Falun gong, mais n'est pas autorisée à rencontrer ses clients, ni à accéder au tribunal lors de leur procès. 
Le 9 juillet, elle est enlevée de son domicile et emprisonnée dans le cadre d'une campagne d'arrestations touchant de nombreux avocats défenseurs des droits de l'homme. Son mari et son fils, qui étaient en partance pour un voyage en Australie sont eux aussi arrêtés à l'aéroport, le fils étant relâché peu de temps plus tard, après confiscation de son passeport. Le site Sina Weibo est filtré, de manière à ne renvoyer que des commentaires négatifs lors de recherches sur les expressions « Wang Yu avocate » ou « avocats des droits de l'homme ».
En janvier 2016, Wang Yu, toujours emprisonnée, est accusée de « subversion contre l'État », passible d'une peine de prison à vie.
Le 4 juin 2016, Wang Yu s'est vu décerner le XXIe Prix Ludovic-Trarieux. Dans une déclaration télévisée sur la chaîne Phoenix Television, le 1er aout 2016, elle déclare refuser ce prix.